# Дослідницький парк Стенфорда
Дослідницький парк Стенфорда — технологічний парк, створений у 1951 році як спільна ініціатива між університетом Стенфорда та містом Пало-Альто. Він має понад 150 компаній, серед яких Hewlett-Packard, Tesla Motors, TIBCO та VMware. Раніше в ньому розміщувались відомі компанії, зокрема NeXT Computer Стіва Джобса, Xerox PARC та Facebook. Його називали «двигуном для Кремнієвої долини» та «епіцентром Кремнієвої долини».

## Переваги
Парк займає 700 гектарів (2,8км²) і має 10 мільйонів квадратних метрів комерційної нерухомості. Станом на січень 2018 року в 140 будівлях парку розміщено понад 150 різних компаній та їхніх 23 000 співробітників. Тут розташовані такі компанії як Hewlett-Packard, Lockheed Martin, Tesla Motors, Nest, Skype, TIBCO і SAP. VMware є найбільшим орендарем парку станом на січень 2018 року.
Парк наводить кілька переваг для залучення орендарів, серед яких:
- Доступ до студентів Стенфордського університету
- Близькість до венчурних фірм на Sand Hill Road
- Сталі будівлі
- Погода в Пало-Альто («261 сонячний день на рік та лише 17 дюймів дощу»)

## Історія
Після Другої світової війни Стенфордський університет опинився у складних фінансових обставинах. Але з огляду на те, що він був багатий на землі, Університет та місто Пало-Альто співпрацювали з метою створення парку, який спочатку називався Стенфордським індустріальним парком . У 1951 році ініціатива була дозволена і було виділено 209 десятин. У 1953 році Varian Associated переїхала у парк як перший орендар.
До 1956 року Hewlett-Packard створив тут свою світову штаб-квартиру. Парк придбав більше земель, оскільки він виріс з 40 орендарів у 1960 році до 100 орендарів у 1985 році до понад 150 станом на січень 2018 року.
Назва була змінена в 70-х роках зі Стенфордського індустріального парку, щоб виділити «фокус співробітництва між університетом та технологічними компаніями». У 1991 році була створена компанія з управління Стенфордом для управління фінансовими та нерухомими активами університету.

## Орендарі
Наведені нижче орендарі мають офіси в Стенфордському дослідницькому парку:
- VMware
- Tesla
- DuPont
- Ford Motor Company
- HP
- ТОО Cooley
- Wilson Sonsini Goodrich & Rosati
- Стенфордський технологічний центр геному
- PARC (компанія Xerox)
- MZ
- SAP
- StartX
- TIBCO
- Varian